# Grafkapel (Schalkwijk)
De grafkapel werd in 1864 gebouwd op de rooms-katholieke begraafplaats bij de Sint-Michaëlkerk in Schalkwijk.
De kapel werd gebouwd in opdracht van baron Franciscus Joannes Van Wijckerslooth van Weerdesteijn en zijn vrouw Charlotte princesse de la Tremouille et de Thouars. Hun wapenschilden zijn boven de ingang van de kapel aangebracht.
Architect Herman Jan van den Brink ontwierp een kapel in neogotische stijl. De kapel heeft Grieks kruis als grondvorm. De glas-in-loodramen werden gemaakt door Jean-Baptiste Capronnier en beelden de herrijzenis van Christus, de Opwekking van de dochter van Jaïrus en de Opwekking van Lazarus uit. 
De kapel vanwege zijn cultuur- en architectuurhistorische waarde een Rijksmonument. 

## Bron
- RCE - Monumentnummer: 511663